# Desa Pagelaran (administrativ by i Indonesien, Jawa Barat)
Desa Pagelaran är en administrativ by i Indonesien.   Den ligger i provinsen Jawa Barat, i den västra delen av landet, 40 km söder om huvudstaden Jakarta.